# Віа Геміна
Віа Геміна (лат. Via Gemina) — римська дорога в північно-західній Італії. Збудована, найімовірніше, в 14-9 рр до н.е., для романізації Істрії, 
йшла від Аквілеї через Tergeste (зараз Трієст) до Емони (лат. Emona, зараз Любляна). Була першою ділянкою Бурштинового шляху.
Свою назву (парна дорога) отримала тому, що йшла паралельно до Постумієвої дороги.